# Saurida elongata
Saurida elongata är en fiskart som först beskrevs av Coenraad Jacob Temminck och Hermann Schlegel, 1846.  Saurida elongata ingår i släktet Saurida och familjen Synodontidae. Inga underarter finns listade i Catalogue of Life.